# Danièle Obono

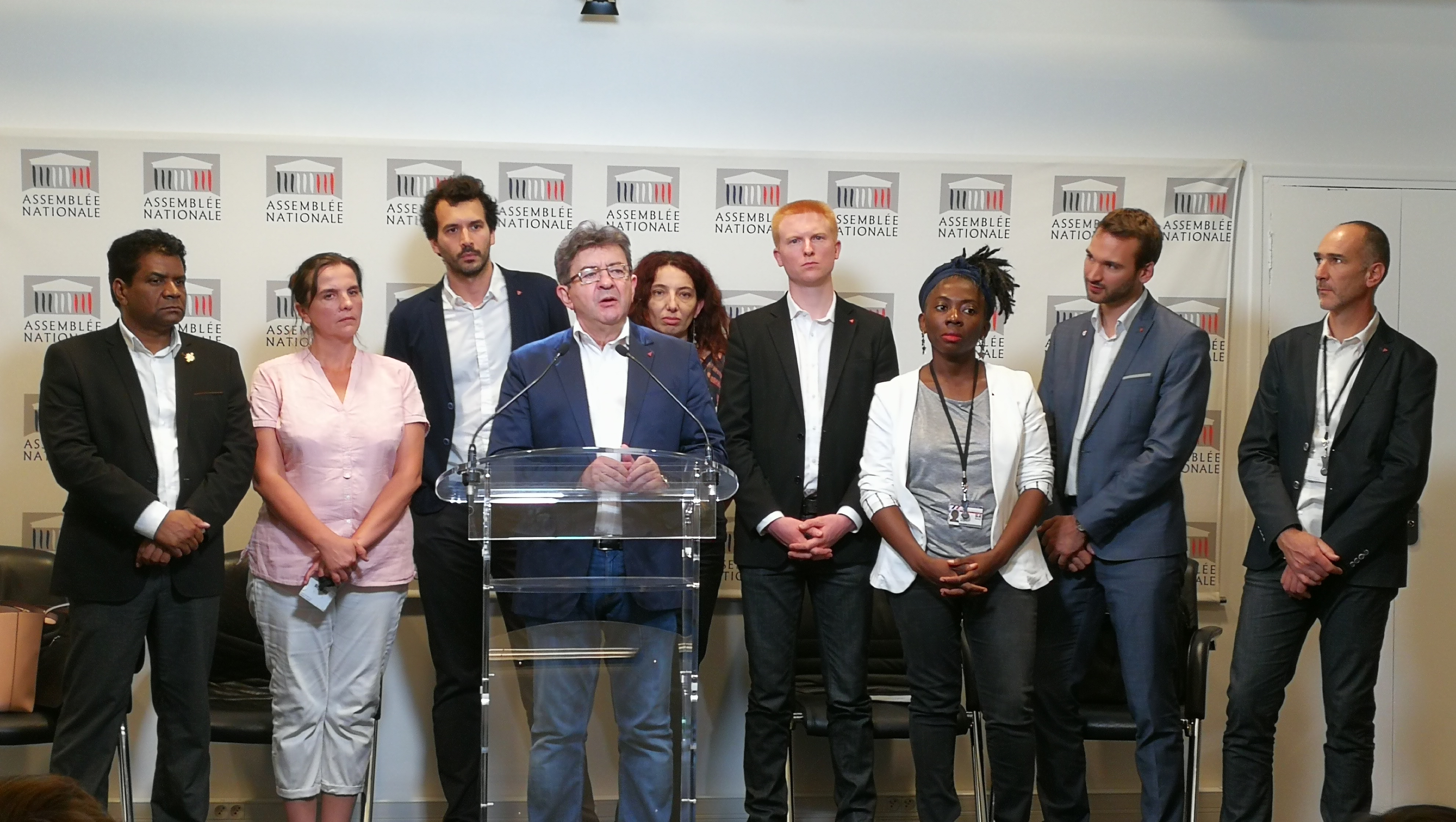
Wśród posłów France Insoumise po uzyskaniu mandatów deputowanych do Zgromadzenia Narodowego po wyborach w czerwcu 2017 roku, przemawia Jean–Luc Melenchon (lipiec 2017)

Danièle Obonoⓘ (ur. 12 lipca 1980 roku w Libreville) – francuska polityczka gabońskiego pochodzenia. Od 2017 roku parlamentarzystka w Zgromadzeniu Narodowym z ramienia La France Insoumise.

## Wczesne lata
Do ukończenia szkoły podstawowej mieszkała w Libreville, stolicy Gabonu. Jej ojciec był menedżerem w gabońskim oddziale banku Paribas, potem  dyrektorem hotelu. W 1998 roku bez powodzenia kandydował na prezydenta kraju. Matka pracowała w gabońskich liniach lotniczych. Ojciec był protestantem, matka katoliczką. Rodzice rozeszli się gdy miała 7 lat. Drugiego męża matki określiła – w wypowiedzi dla dziennika Liberation po wygranych francuskich wyborach parlamentarnych w 2017 roku – jako muzułmanina, jednocześnie praktykującego wierzenia animialistyczne. Małżeństwo swoich rodziców zaś jako „drobnomieszczańskie”.

## Wykształcenie
Do college'u uczęszczała już we Francji, w Montpellier. W 2002 roku uzyskała maîtrise z historii na Sorbonie (w systemie bolońskim odpowiadający magisterium). W pracy dyplomowej zajmowała się  pokolonialnymi stosunkami Francji z Gabonem. Następnie podjęła studia doktoranckie w École des hautes études en sciences sociales

## W polityce
W 2002 roku we Francji wstąpiła do Ligue communiste révolutionnaire. W 2011 roku uzyskała obywatelstwo francuskie. Pracowała jako bibliotekarka w mediatece im. Marguerite-Yourcenar w XV dzielnicy Paryża. W wyborach parlamentarnych w 2017 uzyskała mandat do Zgromadzenia Narodowego z 17. okręgu wyborczego w Paryżu. W 2018 roku została z ramienia Zgromadzenia Narodowego członkinią rady administracyjnej nauk politycznych na Sorbonie.